# Kalendarium Kłodnicy
Kłodnica – w roku 1414 był to źreb zwany Kłodnicą Mniejszą, Niższą, Nogawczyną, Kłodnicą Wyższą. Kłodnica położona jest 11 km na południowy wschód od Kazimierza Dolnego, nad rzeką Chodelką około 70 km na północny zachód od klasztoru świętokrzyskiego, 8 km na północ od Braciejowic.
Powiat lubelski, parafia Wilków.

## Kalendarium własności wieku XV
Własność szlachecka:
- 1409 Paweł z Kłodnicy[4].

1409–35 Michał herbu Awdaniec.
- 1416 Marcisz[8].
- 1417-9 Stanisław syn Michała[9].
- 1418-9 Wacław syn Michała[10], Łukasz[11].
- 1419 Łukasz - komornik ziemski lubelski[12].
- 1423 Włodko[13].
- 1427 Elżbieta[14].
- 1428 Masiota żona Więcka[15], Szlachcic Piotr[16].
- 1441-3 Jan[17],Szlachcic Piotr[18].Szlachcic Mikołaj syn śp. Włodka[19]. Cecylia alias Więchna, siostra Jana[20].
- 1443 Masiota wdowa po Więcku[21]. Elżbieta żona Mściszka[22].
- 1451 występuje dwóch Janów i Mikołaj[23].
- 1453 Piechna żona Jana[24].
- 1454–62 Pietrzyk-Piotr[25].
- 1456–69 Jan[26].
- 1461-6 Michał[27].
- 1462-9 Mikołaj Kłodnicki[28].
- 1466 Magdalena żona Stanisława z Kłodnicy, córka Pawła z Kosarzowa, otrzymuje 80 grzywien posagu[29].
- 1468 Dorota dziedziczka w Kłodnicy, córka Jakuba Dłoto (ten sam Jakub Dłoto ze Słupia był właścicielem Rachowa w 1415 roku, obecnie Annopol[30]). Sedochna z Dolinowa, żona Mikołaja z Kłodnicy[31].

## Powinności dziesięcinne
Dziesięcina należy do klasztoru świętokrzyskiego i plebana Wilkowa.
- 1470–80 z łanów kmiecych dziesięcinę snopową dowożą klasztorowi świętokrzyskiemu, z 3 folwarków dziesięcinę snopową bierze pleban Wilkowa (Jan Długosz L.B. II 555; III 252);
- 1529 z Kłodnicy „Superiori” dziesięcinę snopową wartości 3 wiardunki należy do stołu konwentu świętokrzyskiego, z folwarku dziesięcina snopowa wartości 0,5 grzywny pobiera pleban Wilkowa[32].
- 1542-3 Kłodnica i  Nogawczyna zniszczone przez Wisłę nie dają opactwu dziesięcin[33].
- 1648 Barbara z Leszna Słupecka, wdowa po Szczęsnym Słupeckim kasztelanie lubelskim, zobowiązuje się płacić klasztorowi za dziesięciny z wsi Kłodnicy i Nogawczyna 15 zł rocznie[34].
- 1652 Barbara Słupecka płaci konwentowi świętokrzyskiemu za dziesięcinę z wsi Kłodnicy i Nogawczyna 15 zł[35].
- 1659 Jerzy z Konar Słupecki podkomorzy lubelski podnosi wyżej wymienioną sumę do 20 zł rocznie[34].
- 1819 dziesięcina snopowa z wsi Kłodawa i  Szczekarków kupowana przez gromadę za 54 zł należy do stołu konwentu[36].

## Literatura
- Słownik historyczno-geograficzny ziem polskich w średniowieczu - Kłodnica. [dostęp 2014-06-27].
- Kłodnica, [w:] Słownik geograficzny Królestwa Polskiego, t. IV: Kęs – Kutno, Warszawa 1883, s. 183.
- Stanisław Kuraś. SHGL - Słownik historyczno-geograficzny województwa lubelskiego w średniowieczu, oprac. S. Kuraś (Dzieje Lubelszczyzny, 3),. „Dzieje Lubelszczyzny, 3”. Lublin 1998.brak numeru strony
- Adolf Pawiński. Polska XVI w. pod względem geograficzno-statystycznym. Małopolska, t. III-IV (Źródła dziejowe, 14-15). „(Źródła dziejowe, 14-15)  Warszawa 1886”.brak numeru strony
- Marek Derwich: Benedyktyński klasztor św. Krzyża na Łysej Górze w średniowieczu. Warszawa: Wydawnictwo Naukowe PWN, 1992. ISBN 83-01-10300-0. Brak numerów stron w książce
- Stefan Wojciechowski, Anna Sochacka, Ryszard Szczygieł: Dzieje Lubelszczyzny – Osady zaginione i o zmienionych nazwach. T. Tom IV. Lublin 1986: Lubelskie Towarzystwo naukowe. ISBN 83-01-05651-7.Sprawdź autora:1. Brak numerów stron w książce

## Badania archeologiczne
Prowadzone na obszarze wsi badania potwierdziły istnienie osady wczesnośredniowiecznej z VIII -X wieku i grodu wczesnośredniowiecznego z VIII-XII w.. Patrz także badania Instytutu Archeologii - Badania 1976, Wrocław 1977, s. 198-9.
Badania według programu Archeologiczne Zdjęcie Polski wskazują istnienie osady z VIII-X i grodu z X wieku.